# Saint-Ouen-des-Champs
Saint-Ouen-des-Champs là một xã của tỉnh Eure, thuộc vùng Normandie, miền bắc nước Pháp.